# Hasse Börjes
Hasse Börjes, né le 25 janvier 1948 à Rättvik, est un patineur de vitesse suédois.

## Biographie
Pendant la saison 1970, Hasse Börjes bat trois fois le record du monde du 500 mètres. Aux Jeux olympiques de 1972 à Sapporo, il est deuxième derrière l'Allemand Erhard Keller qui détient alors le record du monde. Börjes devient ensuite patineur professionnel. Après sa carrière, il travaille dans la santé.

## Records personnels
| Distance     | Temps         | Année |
| ------------ | ------------- | ----- |
| 500 mètres   | 38 s          | 1972  |
| 1 000 mètres | 1 min 19 s 87 | 1974  |
| 1 500 mètres | 2 min 12 s 4  | 1971  |